# Helius (Helius) dafla
Helius (Helius) dafla is een tweevleugelige uit de familie steltmuggen (Limoniidae). De soort komt voor in het Oriëntaals gebied.